# Jarî, Baranivka
Jarî (în ucraineană Жари) este localitatea de reședință a comunei Jarî din raionul Baranivka, regiunea Jîtomîr, Ucraina.

## Demografie
Componența lingvistică a localității Jarî
     Ucraineană (99,47%)
     Alte limbi (0,53%)
Conform recensământului din 2001, majoritatea populației localității Jarî era vorbitoare de ucraineană (99,47%), existând în minoritate și vorbitori de alte limbi.